# Naissance en 1321
Naissance
- 1317
- 1318
- 1319
- 1320
- 1321
- 1322
- 1323
- 1324
- 1325

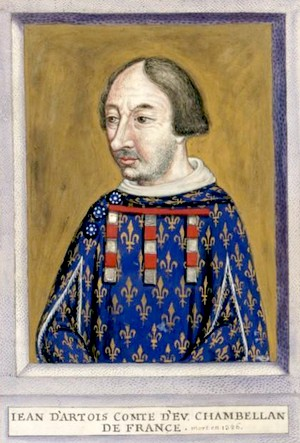
Jean d'Artois, né en 1321.

Cette page dresse une liste de personnalités nées au cours de l'année 1321  :
- 5 février : Jean II de Montferrat, marquis de Montferrat.
- 5 juillet : Jeanne d'Angleterre, également connue sous le nom de Jeanne de la Tour, reine d'Écosse, première épouse du roi David II, roi d’Écosse.
- 29 août : Jean d'Artois,  dit Sans-Terre, comte d'Eu.

- Jacques Ier de Bourbon-La Marche, comte de la Marche, comte de Ponthieu et connétable de France.
- Nicolas de Holstein-Rendsbourg, comte titulaire de Schauenbourg.
- Ibn Juzayy, écrivain à qui Ibn Battuta a dicté un récit de ses voyages.
- Tarabya II, sixième roi de Sagaing, dans le centre-ouest de la Birmanie (République de l'Union du Myanmar).
- Trần Nghệ Tông, empereur du Đại Việt (ancêtre du Viêt Nam), huitième représentant de la dynastie Trần.

## Crédit d'auteurs
- Cet article est partiellement ou en totalité issu de l'article intitulé « 1321 » (voir la liste des auteurs).